# Gawrzyłowa
Gawrzyłowa – część miasta Dębicy, dawniej samodzielna wieś. Leży na południe od centrum miasta, w okolicy ulicy Wielopolskiej.
Dawniej samodzielna wieś i gmina jednostkowa w powiecie ropczyckim, od 1920 w województwie krakowskim. W 1921 roku liczyła 990 mieszkańców.
1 kwietnia 1927 Gawrzyłową włączono do Dębicy, a gminę Gawrzyłowa rozwiązano formalnie 20 lipca 1927.

## Historia

### Średniowiecze
Nie jest znana dokładna data powstania Gawrzyłowej, przypuszczalna data powstania wsi to lata między 1300 a 1360
Wieś została opisana przez Jana Długosza. Opisał ją następująco:
Gawrzylowa, villa sub parochia de Dambycza sita, cuius haeres Johannes nobilis de domo et familia Griffonum. In qua sunt lanei cmethonales, de quibus omnibus solvitur et conducitur decima manipularis et canapalis ecclesiae in Dambicza, cuius valor aestimatur ad decem marcas, item est ibi una taberna et quatuor hortulaniae habentes agros, item unum praedium militare, de quibus etiam omnibus solvitur decima manipularis ecclesie in Dambycza.
Co po tłumaczeniu na Polski otrzymamy:
Gawrzyłowa, wieś należąca do parafii Dębica, która należy do Jana Szlachcica z rodu Gryfitów. W której są łany kmiece, za które płaci się i nakazuje dziesięcine snopową dla kościoła w Dębicy, której wartość szacuje się na 10 marek, także jest jedna tawerna, cztery ogrody z polami, także majątek wojskowy, za co jest płacona dziesięcina snopowa dla kościoła w Dębicy.
Gawrzyłowa była wsią szlachecką w XVI wieku należała do województwa sandomierskiego.

### Zabór Austriacki
Gawrzyłowa podczas panowania austriackiego dzieliła się na dolną i górną, należała wówczas do powiatu ropczyckiego. Należała do parafii rzymskokatolickiej w Dębicy. Wieś w 1881 roku liczyła 674 mieszkańców.

### II Wojna Światowa
W czasie Kampanii Wrześniowej w 1939r., Gawrzyłowa była broniona przez I dywizjon 24. pułku artylerii lekkiej. 8 września w godzinach przed południowych I/24. pal po stoczeniu walk z 4. Leichte Division, wycofała się w stronę wschodnim, opuszczając Gawrzyłową, gdzie następnie wieś znalazła się pod okupacją Niemiecką.
Rankiem 24 sierpnia 1944, 99. Dywizja Strzelecka rozpoczęla ofensywę skierowaną na miejscowości leżące na południe od Dębicy, tj. Gawrzyłowa, Kawęczyn, Wolica, Latoszyn, Budzisz oraz na Nagawczynę. 197. Pułk Strzelecki Skierował swój atak przez Budzisz, następnie północną Gawrzyłowę, nie mogli atakować dalej gdyż Niemieckie jednostki okupowały wzgórza, skąd był bardzo dobry widok na Dębicę, 1. Pułk Strzelecki wraz z 206. Pułkiem Strzeleckim zatakował przez Nagawczynę i dotarł do ulicy Wielopolskiej, skąd następnie po zaciętych walkach zajęli wzgórza, otwierając drogę 197.PS na Kawęczyn. Ostatnie jednostki niemieckie zostały wyparte z Gawrzyłowej przez Armie Czerwoną w godzinach popołudniowych.